# Macrodasys stenocytalis
Macrodasys stenocytalis is een buikharige uit de familie Macrodasyidae. Het dier komt uit het geslacht Macrodasys. Macrodasys stenocytalis werd in 1994 voor het eerst wetenschappelijk beschreven door Evans. 